# アーロン・ストーン
『アーロン・ストーン』（原題：Aaron Stone）は、2009年から2010年までアメリカ合衆国のディズニーXDで放送された特撮テレビドラマである。
日本では、ディズニーXDにてシーズン1が吹替版のみで2009年8月2日から放送が開始された。また、2010年7月2日より、シーズン2が放送された。

## あらすじ
チャーリー・ランダースは、オンラインゲーム『ヒーローライジング(Hiro Rising)』で世界第1位を誇る伝説のプレイヤー。ある日、彼の前にスタンが現れた事によって人生が一転。スタンの主で、ゲームの制作者・ホールから「現実世界でも悪の組織と戦わないか?」と誘われる。
彼はゲームのアバター「アーロン・ストーン」として、世界征服を企む悪の組織『オメガ・ディファイアンス(Omega Defiance)』との戦いが始まった。

## 主要登場人物
アーロン・ストーン/チャーリー・ランダース（Aaron Stone/Charlie Landers）：ケリー・ブラッツ（Kelly Blatz） - 日本語吹替：佐藤拓也
16歳の高校生。アバターは、シンプルな武装の男性キャラで「アーロン・ストーン」。名前の由来は小さい頃に、亡き父親と話していた思い出且つ自分のアイデンティティである架空のヒーローから。
『ヒーローライジング』の世界NO.1プレイヤーで、それが基でホールから引き抜かれ、現実世界でも「アーロン・ストーン」としてオメガ・ディファイアンスと戦う事になった。半ば強制的な為に最初は嫌々だったが、徐々に自らの意思で戦う様になる。アーロンとして活動している時は、アバターと同じ特殊武装の格好をしている。運動神経抜群な上、並外れた決断力と頭脳を持っており、アーロンの時は自信満々に行動している。
ゲームだけでなく、バスケットボールも得意。家族を大切に想っており、アーロンの活動は家族に内緒にしている。よく弟のジェイソンに振り回される。シーズン2から、ホールが買収したゲーム店にてアルバイトをしている。後に、念願の愛車を中古で購入している。
シーズン2第2話にて、オメガ・ディファイアンスの資料から「父親が敵の一員」と疑われて衝撃を受けるが、無実を信じて父親の手掛かりを辿り、囚われていた事実を突き止めた。
スタン（S.T.A.N.）：J.P.マヌー（J.P. Manoux） - 日本語吹替：神谷浩史
ホールが制作したアンドロイドで、アーロン（チャーリー）のサポート兼お供。名前は「知的戦術援助新人類」の略称。
感情が無い物のアーロンの事を「大切な仲間」と思っており、信頼している。コミカルな表情をする事も多い。自身がアンドロイドである事を誇りに思っており、ロボット扱いを嫌っている。
アシモフの三原則に縛られており、破ると自爆機能が作動するようプログラムされている。その為、戦闘での手助けは技術的な事以外は一切行わず、主に高性能な高速移動ジェット機・SSJの操縦をしている。身体に様々な機能が備わっており、ホールとの通信手段も目からの立体映像で行っている。また、首と身体は着脱可能で、別々に行動する事が出来る（ただし、身体単独で移動しても視覚は目の部分にしかない為、すぐにぶつかる）。身体は全体をボルト1本で支えられており、外れると10秒後に分解してしまう。
いつ何が起きても良い様に、ランダース家に下宿して尚且つチャーリーの高校の教師として生活している。
シーズン2第13話にて、アーロンを守る為に人間である敵を攻撃した事により自爆機能が作動、アーロンに感謝の言葉を告げた後、大破する。しかし、頭部は無事だった為、エマ達の修理により再稼働を果たす。その後、ホールから高機能な身体を与えられた。
ジェイソン・ランダース（Jason Landers）：デイヴィッド・ランバート（David Lambert） - 日本語吹替：岡本信彦
チャーリーの弟。アバターは、黄金のロボットキャラで、「ターミナス・マックス」。
軟派なお調子者で妙に自信家、ムキになり易く抜けた所があるが、変な所でしっかりした性格。余計な一言が多く、悪知恵がよく働くが、いつも最終的には失敗に終わっている。チャーリーの私生活での不幸の大きな要因でもあるトラブルメーカーだが、本人は全く意に介していない。
ゲーム腕ではイマイチで、常にチャーリーをライバル視しており、隙あらば「アーロン・ストーン」のアバターを勝手に使用して遊んでいる。しかし、兄弟仲が悪い訳ではなく、チャーリーが任務や遊びで外出する時に（主に、交換条件付きで）協力したりしている。エマに片想い中。
現実世界でもチャーリーが「アーロン・ストーン」として活動している事には、全く気付いていない。一度、アーロンの戦闘を目撃したが「自分への誕生日プレゼントの一環」と誤解し、事なきを得た事もある。しかし、シーズン2第13話にて、ゲーム店内の隠しラボを発見した事により、チャーリーの活動を知る。興味本位でチャーリーの活動に勝手に参加した結果、後にアーロンの危機を助ける活躍を見せた事により「仲間」と認められた。
エマ・ロウ（Emma Lau）：タニア・グナーディ（Tania Gunadi） - 日本語吹替：永田依子
ランダース家の隣人で、チャーリーの同級生。アバターは、シンプルな武装の女性キャラで「ダーク・タマラ」。
ゲームが好きで、よくチャーリーとも『ヒーローライジング』で遊んでいる。ドラム演奏と隠密行動が得意。
その正体は、ホールの組織の一員で、武器の扱いが専門。ずっとチャーリーを監視しており、スタンとは以前から面識があった。正体を明かしてからは、アーロンを戦闘面においてもサポートする様になる。シーズン2では、ホールからゲーム店内の隠しラボを与えられ、日々ラボに入り浸り武器の開発・修理やサポートを行っている。
チャーリーが、（彼女の正体を知らずに）自分の活動を明かした唯一の相手である。
T・アブナー・ホール（T.Abner Haii）：マーティン・ローチ（Martin Roach）
巨大企業、ホール・インダストリーズの社長で、『ヒーローライジング』の制作者。
オメガ・デファイアンスの野望を阻止するべく、ヒーローとなる若者を探すべく、野望を忠実に再現したゲームを制作した。以前のヒーローとなった若者が次々と倒され、チャーリーを抜擢する。以後、様々な高性能特殊武器を与えては指令を下している。
「命を狙われる」という理由から、多数存在する隠れ家を転々としており、決して顔を見せない。また、過去の体験から人間不信であり、アンドロイドであるスタン以外の人間を信用していない。その為、アーロンの活躍を認めながらも中々信用しきれないでいる。しかし、徐々にアーロンを信用し始め、シーズン2第14話にて信頼の証として、初めて素顔を披露した。
バス・マハタ（Vas Mahta）：ヴァサンス・サランガ（Vasanth Saranga）
チャーリーのゲーム仲間で、協力者。インド在住。アバターは、肉体が液体金属性キャラで「バス・シュビウス」。
チャーリーの活動を唯一知っている一般人。とある事件で協力を求められ、最初は全く信じていなかったが、アメリカ在住のチャーリーが数分で自宅に現れたのを目の当たりにして、信じる事になった。その後、ホールからの命令でラムと共に「アーロンの今後の活動をサポートするゲーム」の制作を命じられる。
ラムダス"ラム"・マハタ（Ramdas "Ram" Mahta）：ジェシー・ラス（Jesse Rath）
バスの弟。チャーリーのゲーム仲間で、協力者。アバターは、暗殺が得意な女性キャラで「ロータス」。
チャーリーの活動を唯一知っている一般人。バスと同じく、最初は全く信じていなかった。知ってからはバスと共に、得意のハッキングや豊富な知識で、アーロンをサポートしている。

## エピソード
※()内は、通算話数
シーズン1
- アメリカ初放送日：2009年2月13日 - 2009年11月27日
- 日本初放送日：2009年8月2日 - 2009年11月29日（※第17話まで）、2010年7月2日（※第20・21話）

1. ヒーロー誕生・前編 Hero Rising:Part1
2. ヒーロー誕生・後編 Hero Rising:Part2
3. トロイの木馬 First Strike
4. 悪夢のミュージックビデオ Time Out
5. 時間をあやつる男 Rockin'the Free World
6. TOKYO迷宮ゲーム From Hero to Xero
7. SSJ大爆発 Not So Friendly Skies:Part1
8. 裏切り者の影 Not So Friendly Skies:Part2
9. 美女とミュータント In Hall We Trust
10. ふたりのスタン My Two Stans
11. 消えたチャンピオン Xero Control
12. カミナリとエイリアン Cleudy Witha Chance of Ninjas
13. 魅惑の毒牙 Hunt Me?Hunt You!
14. 恐怖の追跡者 Beastland
15. さらばアーロン Chuck & Charlie
16. 隠しステージ Mind Games
17. 心の中のヒーロー My Stakeout With S.T.A.N.
18. ハロウィーンの悪夢 Dreamcast
19. 最高の相棒 S.T.A.N.by Me
20. ときめきのバトル・ダンス Saturday Fight Fever
21. トーナメント・ジャック Game On

シーズン2
- アメリカ初放送日：2010年2月24日 - 2010年7月30日
- 日本初放送日：2010年7月2日 - 2010年11月26日

1. (22) ミュータントの反乱 Damage Cortrol
2. (23) 父の遺言 In the Game of the Father
3. (24) 究極のメモリー Gayntlet.But Not Forgotten
4. (25) パパラッチにご用心 Photography
5. (26) 容疑者アーロン・ストーン Face-Off
6. (27) ボディ・ガード My Own Private Superhero
7. (28) 昆虫をあやつる女 Resident Weevil
8. (29) 勝利への疾走 Run Aaron,Run
9. (30) 名門ハイスクールの秘密 Pack-Man
10. (31) 魔法の靴とチアリーダー Tracker&Field
11. (32) ソファーでドッキリ！ Metal Gear Liquid
12. (33) ヨーロッパ破壊計画 Sparks
13. (34) ミュータント・レイン・前編 Mutant Reigh:Part1
14. (35) ミュータント・レイン・後編 Mutant Reigh:Part2

## 概要
- 制作国はアメリカだが、撮影はカナダで行われている。
- アメリカでの放送が終了する前に日本での放送が開始された影響か、日本ではシーズン1の放送が第17話で終了している。2010年7月2日より、シーズン2が放送されたが、シーズン1第19話から放送される予定である為、シーズン1第18話は未放送である。また、シーズン2第13・14話が放送されるまでに、約1ヶ月の休止期間が存在している（その間、シーズン2が第1話から再放送されていた）。

## スタッフ
- 製作：シャフスベリー・サーヴィスズ、スリー・ハーツ・プロダクションズ
- 製作総指揮：ブルース・カリッシュ、スザンヌ・フレンチ
- アクション監督：坂本浩一
- 監督：エリック・カーネル

日本語版制作
- 翻訳：渡辺亜紀
- 演出：百瀬浩二
- 録音制作：グロービジョン